# Jinkx Monsoon
Jinkx Monsoon är en amerikansk dragshowartist känd från realityserien RuPauls dragrace där hon i femte säsongen kammade hem förstaplatsen och titeln America's Next Drag Superstar 2013.

## Biografi
Jinkx Monsoon föddes som Jerick Hoffer i Portland, Oregon men är nu mera använder namnet Hera Lilith Hoffer. Som den äldsta av fyra barn, började Hera i grundskolan daVinci Arts och tog studenten från Grant High School. Hoffer kom ut som gay redan i grundskolan. Första gången hen uppträdde som dragqueen var hen 16 år på en nattklubb för minderåriga som hette Escape.
Hoffer växte upp i en katolsk familj. När hen fyllt arton, fick hen veta att hen på sin mors sida var av rysk-judisk härkomst. Hens dragpersonlighet, Jinkx, identifierar sig som judinna. Hoffer har diagnosticerats med narkolepsi, vilket blev känt redan i första avsnittet hen medverkade i av RuPauls dragrace.
Hoffer kunde finansiera sin utbildning på college tack vare extrajobb som vaktmästare och gick ut med en BFA i teater vid Cornish College of the Arts år 2010. Hen har bott i Seattle sedan 2006. Hoffer identifierar sig som icke-binär, och föredrar könsneutrala pronomen.